# Zarządzanie wiedzą
Zarządzanie wiedzą (od ang. knowledge management – KM) – ogół procesów umożliwiających tworzenie, upowszechnianie i wykorzystywanie wiedzy do realizacji celów organizacji.

## Historia zarządzania wiedzą
Od momentu wprowadzenia systemów informatycznych do firm, możliwości przetwarzania informacji przez jednostki gospodarcze wzrastają wykładniczo. Z czasem dostrzeżono, że oprócz suchych danych i informacji interpretowalnej przez człowieka należy wyróżnić dodatkowy poziom, który coraz bardziej decydował o efektywności firmy, a jednocześnie wymykał się standardowym metodom zarządzania informacją – wiedzę. Była to przede wszystkim wiedza pracowników zawarta w ich umysłach, która wynikała z ich doświadczeń, szkoleń i talentów (wiedza ukryta). Następnie – informacja, która mogła stać się wiedzą kolejnych zatrudnionych w przedsiębiorstwie, jak na przykład notatki ze spotkań, opisy udanych projektów czy rozwiązania nietypowych problemów. Wiele firm po wdrożeniu takich koncepcji, jak TQM, a następnie BPR, benchmarking czy downsizing, stanęło ponownie przed problemem poszukiwania czegoś, co da nadzieję na poprawę efektywności i będzie stanowić impuls do uzyskania bardziej konkurencyjnej pozycji. Jednocześnie produkty stawały się coraz bardziej wiedzochłonne, a nasilona konkurencja wymagała stałego przyśpieszania tempa zmian i innowacji.
Następnymi kamieniami milowymi rozwoju zarządzania wiedzą były: ogłoszenie przez Chaparral Steel w 1975, że jej strategia i struktura będą oparte na zarządzaniu wiedzą i opublikowanie przez firmę Skandia raportu rocznego w 1991, do którego załącznikiem był tzw. Navigator – raport wartości kapitału intelektualnego. W 1993 r. w Bostonie odbyła się pierwsza konferencja na temat zarządzania wiedzą. Inni za początek koncepcji zarządzania wiedzą przyjmują rok 1987, kiedy to w Stanach Zjednoczonych zorganizowano konferencję pt „Managing the Knowledge Assets into 21st Century”, a w Szwecji zawiązała się tzw. Grupa Konrada, która zajęła się zarządzaniem kapitałem intelektualnym.
Jako jedne z pierwszych, potrzebę wyróżnienia nowej warstwy zarządzania dostrzegły firmy konsultingowe, dla których wiedza była produktem samym w sobie. Szybko zaczęły tworzyć repozytoria zawierające doświadczenia i wiedzę swoich konsultantów, np. KnowledgeCurve (PricewaterhouseCoopers), Kworld (KPMG), Knowledge Xchange (Andersen), Knowledge Direct i inne.
Praktycznie dostrzeżono możliwość ujęcia w postaci aktywów zasobów, które wydawały się niemierzalne. Przykładem skrajnie wysokiej wartości kapitału intelektualnego w odniesieniu do wartości księgowej firmy jest, często cytowany, przypadek Microsoft. Udziały tego giganta rynku informatycznego w 1995 były warte 70 $ na akcję, podczas gdy ich wartość księgowa wynosiła zaledwie 7 $ na akcję. Czyli, jak dowodzi Karl-Erik Sveiby, dla każdych 90% ceny akcji nie można było znaleźć odniesienia w jej aktywach materialnych.
Intensywny rozwój technik sieciowych, wzrost świadomości korporacji, silne nasycenie produktów i usług wiedzą, olbrzymie i stale zwiększające się tempo zmian, duża rotacja pracowników i inne czynniki spowodowały, że zarządzanie wiedzą przez następnych kilka lat stawało się coraz bardziej popularne. Firmy konsultingowe, a więc pionierzy KM, wydają rocznie od 5 do 12% swoich przychodów na tego typu inicjatywy.
W latach 2002–2005 zaczęto mówić o kryzysie zarządzania wiedzą, rozczarowaniu efektami tej koncepcji. Wielkie inicjatywy zarządzania wiedzą są redukowane, jak na przykład w Banku Światowym i NASA. Zachodnie firmy coraz mniej chętnie zatrudniają specjalistów w tej dziedzinie. Zaczyna dominować pogląd, że zarządzanie wiedzą wkrótce „zniknie”, stając się po prostu dobrą praktyką zarządzania w ogóle. D. Pollard stwierdził, że firmy utrzymują się i osiągają sukcesy nie dlatego, że zarządzają wiedzą, ale dlatego, że prowadzą działalność operacyjną lepiej od jej konkurentów.
Jednak nie wydaje się, aby sama idea KM miała zostać zarzucona, przypuszczalnie przestanie być tylko „modna”. Natomiast dopóki produkty i procesy firm będą przesycone wiedzą, dopóty trzeba ją będzie brać pod uwagę przy zarządzaniu.

## Rachunkowość aktywów kompetencyjnych i kapitału intelektualnego
Podstawową słabością klasycznego podejścia do zarządzania wiedzą były obiektywne trudności z księgowym ujęciem niematerialnych zasobów przedsiębiorstwa oraz prezentowaniem ich w bilansie. Problem ten miał swoje źródło w teorii tradycyjnej rachunkowości, która na przestrzeni ostatnich kilkuset lat rozwijała się pod wpływem paradygmatu kapitałowego. Sytuacja zmieniła się zasadniczo w latach 2011–2013 wraz z powstaniem nowego działu rachunkowości finansowej: rachunkowości aktywów kompetencyjnych i kapitału intelektualnego. Nastąpiło przesunięcie paradygmatu teorii rachunkowości w kierunku niematerialnych zasobów przedsiębiorstwa, a zarazem w praktyce możliwe stało się tworzenie sformalizowanych baz informacji ekonomicznej do zarządzania tym rodzajem zasobów.